# Maksimilian Volosjin

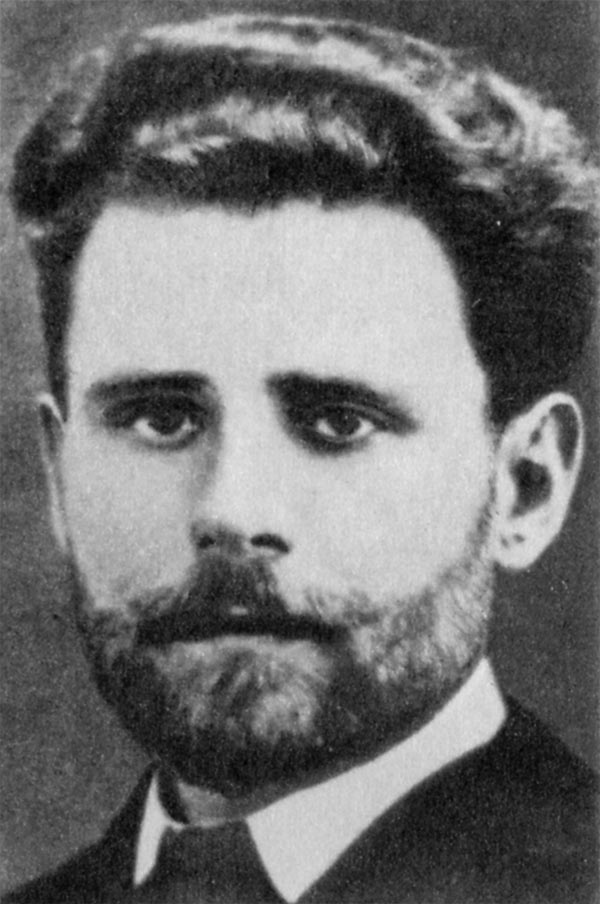
Volosjin in 1900

Maksimilian Aleksandrovitsj Volosjin (Russisch: Максимилиан Александрович Волошин) (Kiev, 28 mei 1877 - Koktebel, (Krimrepubliek), 11 augustus 1932) was een Russisch (Oekraïens) dichter, publicist en kunstschilder. Als schrijver wordt hij gerekend tot de zogenaamde “zilveren generatie”. Als schilder werd hij vooral bekend om zijn landschappen van de Krim.

## Leven en werk
Maksimilian Kirienko-Volosjin werd geboren als zoon van een raadsman (kollezjski sovjetnik) in Kiev. Zijn vader overleed in 1881 kort na te zijn gescheiden van zijn moeder Jelena Ottobaldovna (geboren onder de achternaam Glazer). Zijn moeder woonde daarop met hem naar Sebastopol (op de Krim) en Taganrog in zijn vroege kinderjaren. Eerst stuurde ze hem naar de middelbare Poljanovschool in Moskou, maar nadat ze in 1893 goedkoop een stukje land had weten te bemachtigen in Koktebel op de Krim, vervolgde hij zijn middelbare school in Feodosija.

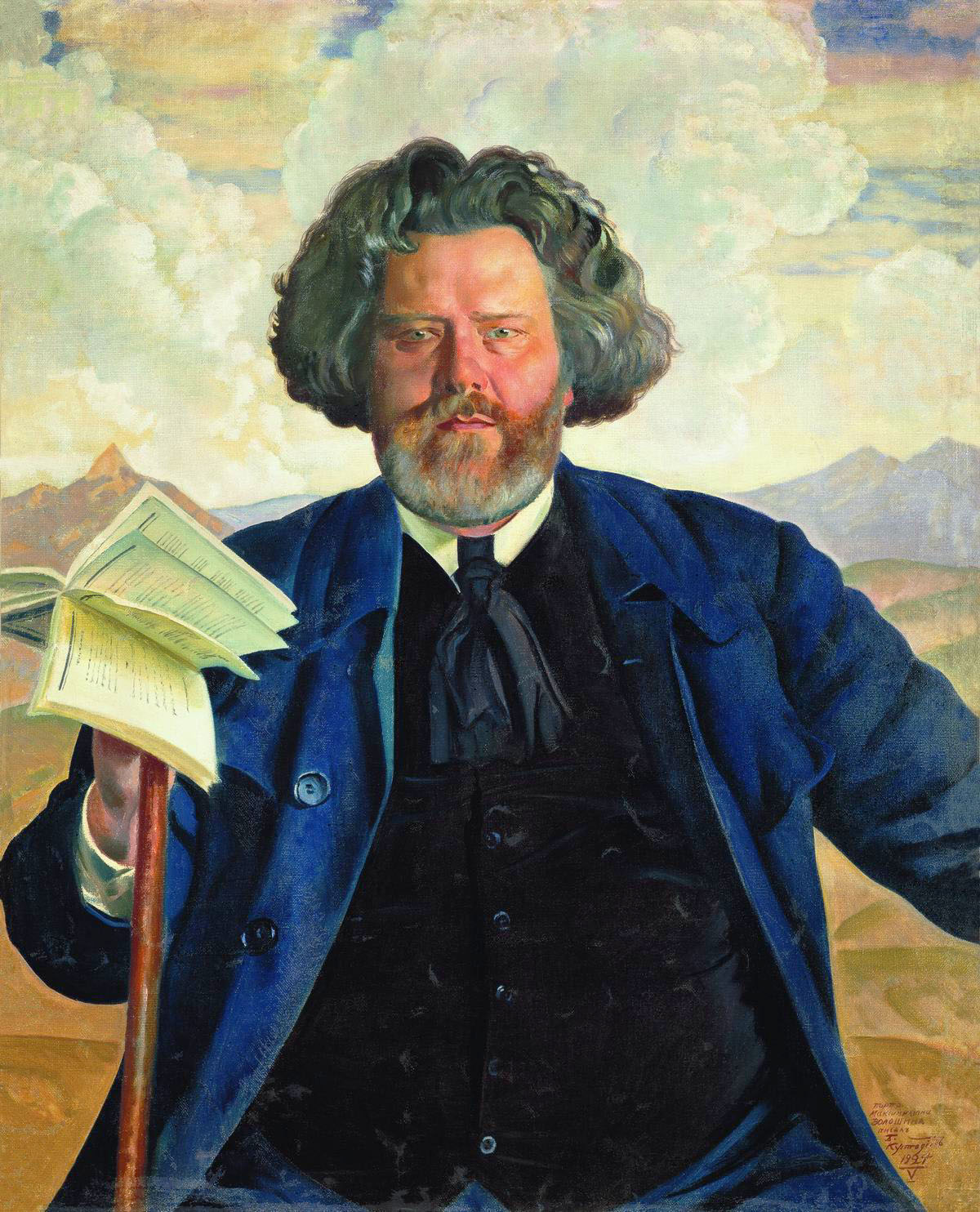
Volosjin door Koestodiev (1924)

Volosjin studeerde vanaf 1897 rechten aan de Staatsuniversiteit van Moskou, maar was meer bezig met zelfstudie en werd na deelname aan studentenprotesten in 1899 uiteindelijk zelfs van de Universiteit gestuurd. Het jaar erop begon hij met een serie reizen; hij nam deel aan een expeditie voor het vinden van een geschikte route voor de spoorlijn tussen Orenburg en Tasjkent en richtte zich op zelfstudies in de kunst, hetgeen hem naar het Westen bracht, met name Parijs. Daar onderging hij uiteenlopende invloeden, onder meer betreffende mystiek en occultisme, maar ook van de Griekse cultuur en de Mediterrane natuur. In die periode publiceerde hij ook zijn eerste gedichten, vooral in de geest van het Russisch symbolisme (hij had contacten met onder andere Blok, Bely en Brjoesov).
In 1907 ging Volosjin opnieuw in Koktebel wonen, op de Krim, alwaar hij zijn kindertijd had doorgebracht. Daar schilderde hij landschappen en aquarellen en gaf hij lezingen over zijn (vaak occulte) visie op kunst. Zijn huis in Koktebel was een gastvrije ontmoetingsplaats voor schrijvers, kunstschilders, acteurs en wetenschappers, waaronder Mandelstam en Tsvetajeva.
Later werd Volosjin als schrijver vooral beroemd door zijn historische gedichten over de Russische Revolutie en het lot van Rusland. Hij schrijft over het ‘heilige Rusland’, dat vroeger altijd onderdrukt werd door de Tsaar, die hij als een ‘Fremdkörper’ ziet. Hij zoekt een neutrale positie en stelt dat alle Russen elkaar moeten vergeven en vrede moeten sluiten. In zijn Gedichten over terreur (1924) veroordeelt hij de Russische Burgeroorlog en roept op tot verzoening.
Hoewel Volosjin sterk anti-Bolsjewistisch was, verliet hij Rusland niet ("Maar jouw Golgotha laat ik niet in de steek", schreef hij). Hij stierf in 1932 in Koktebel, waar zich het Volosjin-museum bevindt.

## Gedicht (fragment)
Steeds legt een afgrond zijn bodem weer bloot.

Vorm gaat in denken verloren.

Allemaal zijn we al eeuwenlang dood...

Geen van ons is nog geboren.
(Vertaling Anne Stoffel)

## Werken (selectie)

### Schilderijen
- Spanje aan de zee (1914)

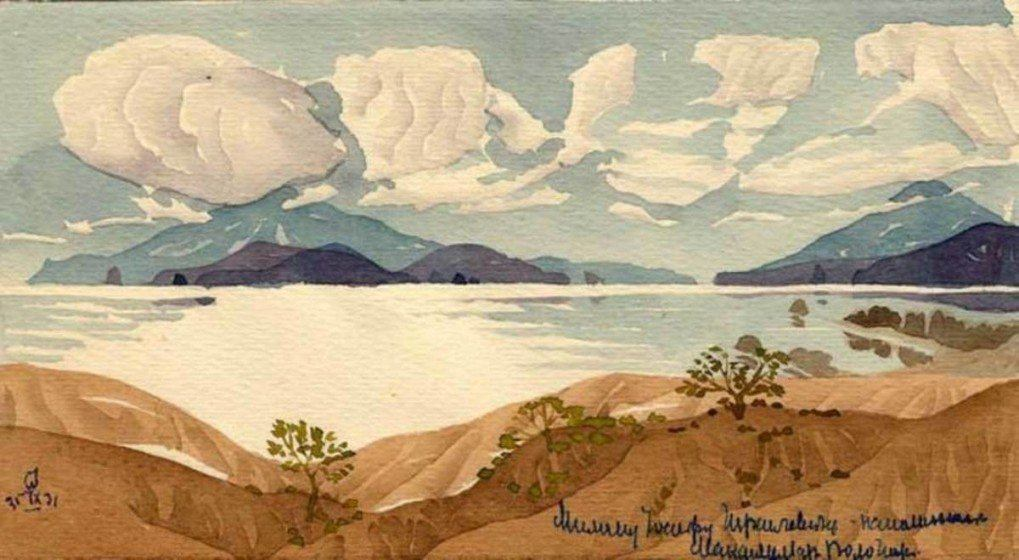
Volosjins Blik op Koktebel (1931)

- Parijs. Place de la Concorde in de nacht (1914)
- Twee bomen in het dal. Koktebel (1921)
- Landschap met zee en bergen (1921)
- Rose schemering (1925)
- Van achter de uitgedroogde heuvel (1925)
- Wervelstorm op de maan (1926)
- Blik op Koktebel (1931)